# 勇士号海峡

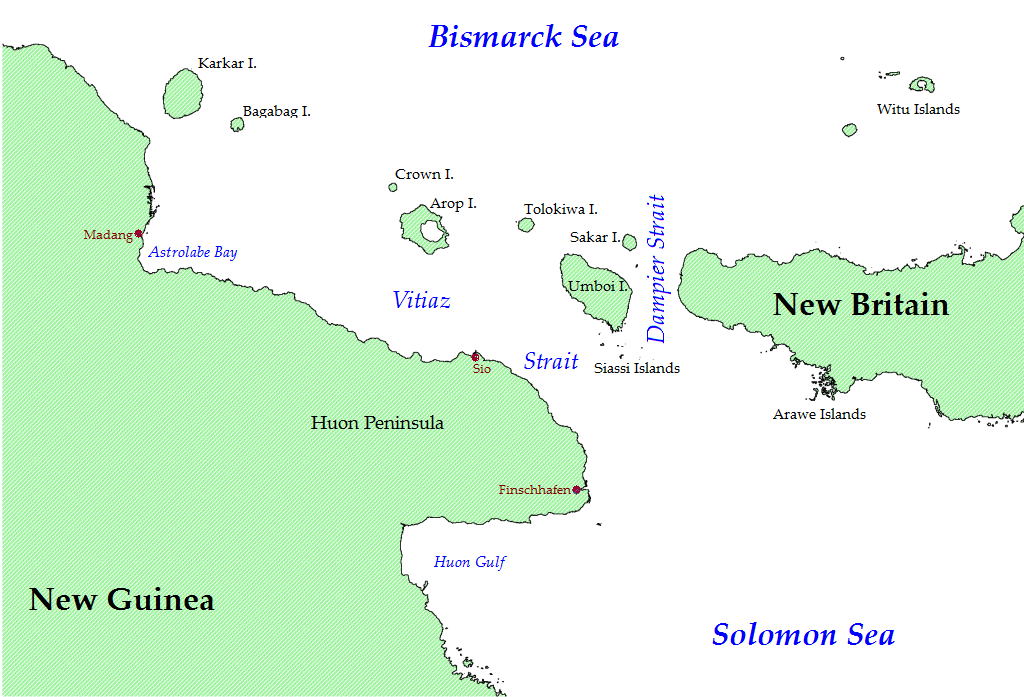
維蒂亞茲海峽位於新几内亚岛（左）与新不列颠岛（右）之間

维蒂亚兹海峡（Vitiaz Strait），又称勇士号海峡，为沟通俾斯麦海与所罗门海的海峡，将新几内亚岛休恩半島与新不列颠岛分隔开来，海峡中有溫博伊島、薩卡爾島等诸多小岛。
“维蒂亚兹（Vitiaz）”一词为俄语，意为“英勇的战士”。而维蒂亚兹海峡得名于俄罗斯护卫舰“勇士号”。

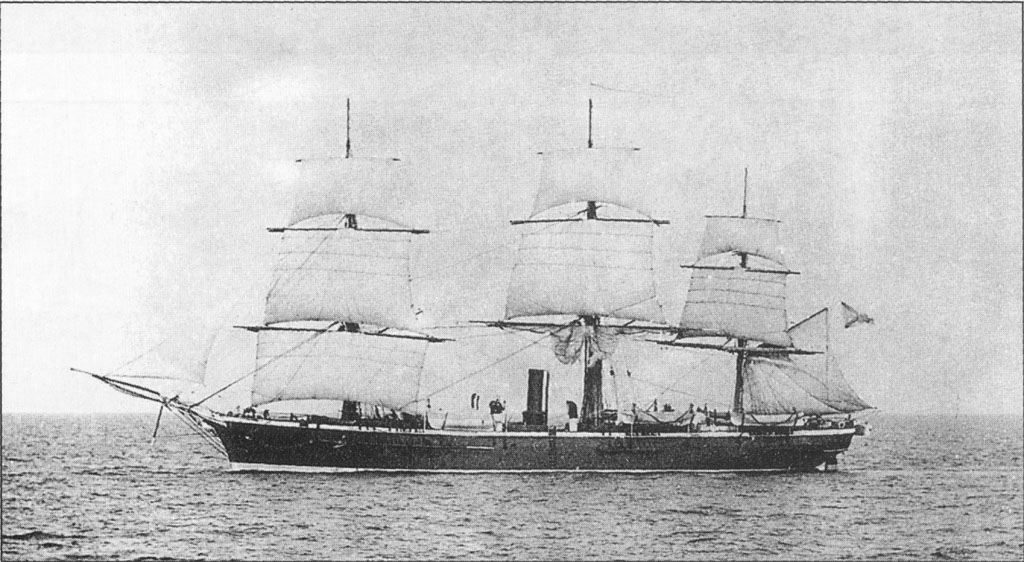
俄罗斯小型护卫舰Vitiaz号，勇士号海峡即是以它来命名的